# 김학기
김학기(1947년 10월 6일 ~ )는 대한민국의 정치인이다. 제15·16대 동해시장을 역임했다.

## 역대 선거 결과
|  | 39.39% |

|  | 42.80% |